# Paolo Vecchi
Paolo Vecchi (Parma, 13 febbraio 1959) è un ex pallavolista italiano, medaglia di bronzo con la Nazionale italiana di pallavolo ai Giochi olimpici di Los Angeles 1984.

## Carriera
Dopo aver esordito in serie A1 con Cremona, gioca sei anni a Parma, ove vince due scudetti, tre Coppe Italia e due Coppe dei Campioni, quindi Montichiari, Battipaglia, per chiudere la carriera in A1 con la Edilcuoghi Agrigento.
Nelle Olimpiadi di Los Angeles del 1984, Paolo Vecchi ha conquistato la medaglia di bronzo con la nazionale italiana, siglando anche l’ultimo punto della finale per il terzo-quarto posto contro il Canada.
Ha inoltre vinto la medaglia d’argento ai World Master Games nell’agosto 2013 e quella d'oro agli Americas Master Games di Vancouver del 2016.

## Palmarès

### Giocatore

#### Club

##### Competizioni nazionali
- Campionato italiano: 2

Parma: 1981-82, 1982-83,
- Coppa Italia: 3

Parma: 1981-82, 1982-83, 1986-87

##### Competizioni internazionali
- CEV Champions League: 2

Parma: 1983-84, 1984-85